# Hästmosjön
Hästmosjön är en sjö i Svenljunga kommun i Västergötland och ingår i Ätrans huvudavrinningsområde. Sjön har en area på 0,051 kvadratkilometer och ligger 137,1 meter över havet.

## Delavrinningsområde
Hästmosjön ingår i det delavrinningsområde (635366-133819) som SMHI kallar för Ovan Spångån. Medelhöjden är 142 meter över havet och ytan är 14,69 kvadratkilometer. Räknas de 9 avrinningsområdena uppströms in blir den ackumulerade arean 224,04 kvadratkilometer. Lillån (Kalvån) som avvattnar avrinningsområdet har biflödesordning 2, vilket innebär att vattnet flödar genom totalt 2 vattendrag innan det når havet efter 105 kilometer. Avrinningsområdet består mestadels av skog (44 procent), jordbruk (14 procent) och sankmarker (33 procent). Avrinningsområdet har 0,05 kvadratkilometer vattenytor vilket ger det en sjöprocent på 0,3 procent.